# Mariene ecoregio Noordoostelijk Sulawesi
De Mariene ecoregio Noordoostelijk Sulawesi (133) (Engels: Northeast Sulawesi marine ecoregion) is een biogeografische regio en ligt in het westen van de Grote Oceaan in de Mariene provincie Westelijke Koraaldriehoek (30) in het Marien rijk Centrale Indo-Pacific. De mariene ecoregio is vastgesteld door het World Wide Fund for Nature en The Nature Conservancy en is vernoemd naar het eiland Sulawesi.
In het oosten grenst het gebied aan de mariene ecoregio Bandazee (131).

## Geografie
De mariene ecoregio ligt in het westen van de Grote Oceaan in het noordoosten van het Indonesische eiland Sulawesi. Het gebied ligt in de Golf van Tomini en een stukje van de Molukse Zee. Het omvat onder andere de wateren rond de Togian-eilanden.

## Biogeografie
Het gebied kent zeeleven dat houdt van tropische temperaturen.